# Dolly Davis
Pour les articles homonymes, voir Davis.
Julienne Alexandrine David dite Dolly Davis, née le 30 octobre 1896 à Paris 20e et morte le 3 novembre 1962 à Neuilly-sur-Seine, est une actrice française.

## Filmographie
- 1920 : Un conte de Noël
- 1920 : Les Étrennes à travers les âges de Pierre Colombier
- 1920 : La Bourrasque de Charles Maudru : Marie-Anne
- 1920 : Agénor et la main qui vole
- 1922 : Hantise de Jean Kemm : Madeleine Cartier
- 1922 : L'Idée de Françoise de Robert Saidreau : Lili Duvernet
- 1923 : Vidocq de Jean Kemm : Marie-Thérèse de Champtocé
- 1923 : Par-dessus le mur de Pierre Colombier : Maud Verduron
- 1923 : Geneviève de Léon Poirier : Josette
- 1924 : Claudine et le Poussin / Le Temps d'aimer de Marcel Manchez : Claudine
- 1924 : Il ne faut pas jouer avec le feu de Mario Nalpas : Odette Dervaux
- 1924 : Paris de René Hervil : Aimée Valois
- 1925 : Le Calvaire de Dona Pia de Henry Krauss : Pilar Tanarit
- 1925 : Mon frère Jacques de Marcel Manchez : Annie Mornand
- 1925 : Le Voyage imaginaire de René Clair : Lucie
- 1925 : Paris en 5 jours de Nicolas Rimsky et Pierre Colombier : Dolly
- 1926 : Le Fauteuil 47 de Gaston Ravel : Loulou Teillard
- 1926 : La Branche morte de Joseph Guarino : Lucie
- 1926 : Mademoiselle Josette, ma femme de Gaston Ravel : Josette
- 1926 : Les Fiançailles rouges de Roger Lion : Jeannick
- 1927 : Feu ! de Jacques de Baroncelli : Edwige
- 1926 : Café Electric / Café chantant (Wenn ein Weib den Weg verliert) de Gustav Ucicky : Li Bergmeister
- 1927 : La Petite Chocolatière de René Hervil : Benjamine Lapistolle
- 1928 : Orient de Gennaro Righelli : Daisy
- 1928 : Le Chauffeur de Mademoiselle d'Henri Chomette : Dolly
- 1928 : Tingel Tangel de Gustav Ucicky
- 1928 : Frauenraub in Marokko de Gennaro Righelli
- 1928 : Crime passionnel (Verirrte Jugend) de Richard Löwenbein : Hilde
- 1929 : La Merveilleuse Journée de René Barberis : Gladys
- 1929 : Dolly de Pierre Colombier : Dolly
- 1928 : Les Roses blanches de Gilmore (Die weissen Rosen von Ravensberg) de Rudolf Meinert : Iris von Ravensberg
- 1929 : Poliche (Der Narr seiner Liebe) de Olga Tschekova : Rosette von Frinck
- 1929 : La Femme du voisin de Jacques de Baroncelli : Simone Freymond
- 1930 : Ma fiancée de Chicago (Der Erzieher meiner Tochter) de Géza von Bolváry : Mary
- 1930 : Un trou dans le mur de René Barberis : Lucie
- 1930 : La Dernière Berceuse de Gennaro Righelli et Jean Cassagne : Marise
- 1930 : La Chanson des nations de Rudolf Meinert et Maurice Gleize : Renée
- 1931 : Échec et mat de Roger Goupillières : Aline Rouvray
- 1931 : Gagne ta vie de André Berthomieu : Paulette Martin
- 1932 : L'Amour en vitesse de Johannes Guter et Claude Heymann : Lilian Garden
- 1932 : Allô, Mademoiselle ! de Maurice Champreux : Yvonne
- 1932 : Brumes de Paris de Maurice Sollin
- 1932 : Une fine partie, court métrage de Marco de Gastyne
- 1933 : La Veine d'Anatole / Le gros lot, court métrage de Maurice Cammage
- 1934 : Une nuit de folies de Maurice Cammage : Jacqueline
- 1934 : Un train dans la nuit de René Hervil : Peggy Murdoch
- 1934 : Un gosse pour 100.000 francs de Gaston Schoukens : Micheline
- 1934 : Les Deux Papas, moyen métrage de Charles-Félix Tavano
- 1934 : Églantin et Baluchon, court métrage -
- 1935 : L'École des vierges de Pierre Weill : la femme
- 1936 : Bichon de Fernand Rivers : Christiane
- 1936 : Trois jours de perm' de Georges Monca et Maurice Kéroul
- 1938 : Bar du sud de Henri Fescourt : Mimi Pinson

## Théâtre
- 1933 : Un homme du Nord de Charles Méré, mise en scène André Brulé, théâtre Marigny

## Peinture
- Dolly Davis a été portraitisée à trois reprises au moins par Jacqueline Marval dans les tableaux suivants :
  - La Clownesse au Carcan en 1921
  - La Figurante en 1923
  - L'Enfant de Paris en 1926 (tableau actuellement au Milwaukee Museum of Art)